# Mao (Tchad)
 For alternative betydninger, se Mao. (Se også artikler, som begynder med Mao)
Mao er en by i Tchad, hovedbyen i provinsen Kanem og ligger i departementet, som også hedder Kanem. Byen har en befolkning på 13.277 indbyggere (1993)